# Лофт (Німеччина)
Лофт (нім. Looft) — громада в Німеччині, розташована в землі Шлезвіг-Гольштейн. Входить до складу району Штайнбург. Складова частина об'єднання громад Шенефельд.
Площа — 12,43 км2. Населення становить 409 ос. (станом на 31 грудня 2020).